# فرخنده زیتونی
فرخنده زیتونی (نام علمی: Orthogonys chloricterus) نام یک گونه از خانواده فرخنده است.